# 行田公園
行田公園（ぎょうだこうえん）は、千葉県船橋市行田にある県立の都市公園（総合公園）である。指定管理者制度に基づき、藤木園緑化土木・共栄緑化が管理・運営を行っている。

## 概要
公園は中央の大通りにより東側と西側に分かれており、歩道橋にて接続されている。「行田公園フェスティバル」、バーベキューガーデン、フリーマーケット、各種教室の開催など周辺住民への活動的場としての役割を担っている。
航空写真または地図上でも目を引く円形の道路で囲まれている。

## 歴史

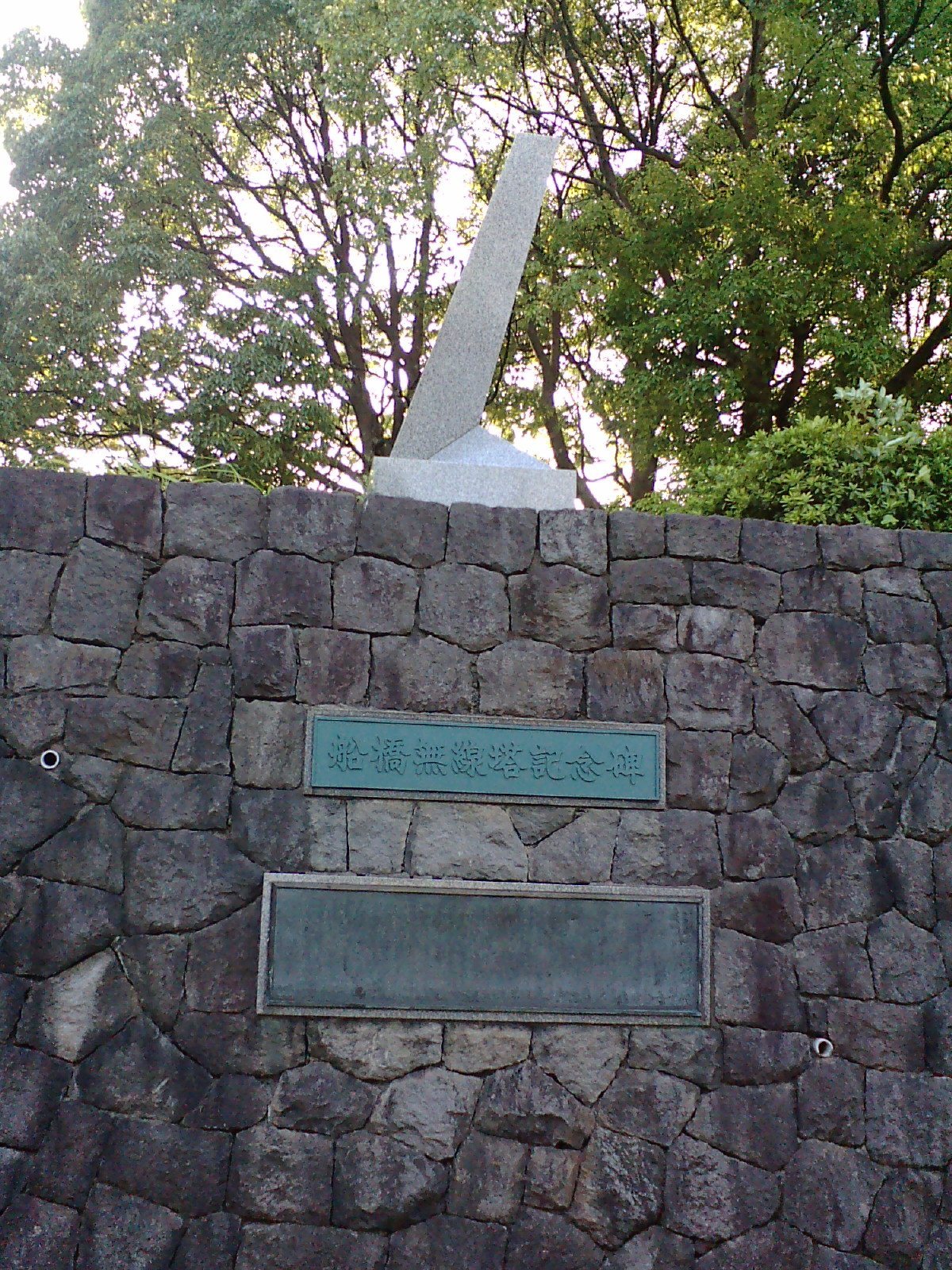
船橋無線塔記念碑

1966年（昭和41年）、終戦後米軍により接収されていた旧日本海軍の無線基地跡地（約53ヘクタール）が日本に返還され、その内の11.9ヘクタールが千葉県へ無償借与された後都市公園として整備。
1971年（昭和46年）10月5日に行田公園として開園した。

## 主要施設

### 東側
- 芝生広場
- イベント広場
- レストコーナー
- ワンパク広場
- サイクリングロード
- トイレ（2箇所）
- ランニングコース - 東側の芝生広場の外周約1km、毎年8月の第一日曜日「行田公園100kmリレーマラソン大会」が開催[3]
- サイクリング道路 - 1周936m

### 西側
- 芝生広場
- 日本庭園
- カナール
- トイレ（1箇所）

## 周辺
行田団地の他、多くのマンション、戸建住宅が建ち並び人口密度は高い。税務大学校東京研修所など多くの教育施設が隣接している。
教育施設
- 税務大学校東京研修所
- 船橋市立行田中学校、船橋市立行田西小学校、船橋市立行田東小学校、船橋市立法典西小学校、船橋市立塚田小学校
- 健伸行田幼稚園、西船幼稚園、塚田公民館、清和幼稚園、行田保育園

その他
- 行田団地
- 行田運動広場
- 中山競馬場
- 東武野田線：塚田駅
- 武蔵野線：船橋法典駅

## アクセス
- 京成バスファイターズタウン線「行田団地」バス停より徒歩約5分。
- 京成トランジットバス海神線「諏訪神社」バス停より徒歩約5分。